# Girabola 2023-2024
La Girabola 2023-2024 è stata la 46ª edizione della massima divisione del campionato angolano di calcio. Il campionato è iniziato il 28 ottobre 2023 ed è terminato il 1º giugno 2024.
Il Petro Atlético è la squadra campione in carica, avendo vinto il suo diciassettesimo titolo nazionale nella stagione 2022-2023.

## Stagione

### Novità
Al termine della scorsa stagione sono state retrocesse in Gira Angola Sporting Benguela, ASK Dragão e Cuando Cubango, ultime tre classificate in campionato; in aggiunta l'Isaac de Benguela non si è iscritto alla stagione 2023-2024. Dalla Gira Angola sono state promosse Kabuscorp, São Salvador e União de Malanje, riducendo quindi il numero di squadre partecipanti al campionato da 16 a 15.

### Formula
Le 15 squadre partecipanti giocano un girone all'italiana con partite di andata e ritorno, per un totale di 28 giornate. Al termine della stagione, la prima classificata è campione di Angola e si qualifica per la CAF Champions League 2024-2025 insieme con la seconda classificata, mentre la terza classificata si qualifica per la Coppa della Confederazione CAF 2024-2025. Le ultime due classificate vengono invece retrocesse in Gira Angola.

## Squadre partecipanti
| Squadra              | Città        | Stagione precedente  |
| -------------------- | ------------ | -------------------- |
| Académica Lobito     | Lobito       | 8° in Girabola       |
| Bravos do Maquis     | Saurimo      | 6° in Girabola       |
| Desportivo Huíla     | Lubango      | 10° in Girabola      |
| Desportivo Lunda Sul | Saurimo      | 11° in Girabola      |
| Interclube           | Luanda       | 5° in Girabola       |
| Kabuscorp            | Luanda       | Gira Angola          |
| Petro Atlético       | Luanda       | Campione dell'Angola |
| Primeiro de Agosto   | Luanda       | 2° in Girabola       |
| Recreativo do Libolo | Calulo       | 9° in Girabola       |
| Sagrada Esperança    | Dundo        | 3° in Girabola       |
| Santa Rita de Cássia | Uíge         | 7° in Girabola       |
| São Salvador         | Mbanza Congo | Gira Angola          |
| Sporting Cabinda     | Cabinda      | 12° in Girabola      |
| União de Malanje     | Malanje      | Gira Angola          |
| Wiliete              | Benguela     | 4° in Girabola       |

## Classifica
|                   | Pos. | Squadra              | Pt | G  | V  | N  | P  | GF | GS | DR  |
| ----------------- | ---- | -------------------- | -- | -- | -- | -- | -- | -- | -- | --- |
| Angola (bandiera) | 1.   | Petro Atlético       | 67 | 28 | 20 | 7  | 1  | 58 | 11 | +47 |
|                   | 2.   | Sagrada Esperança    | 61 | 28 | 18 | 7  | 3  | 45 | 15 | +30 |
|                   | 3.   | Desportivo Lunda Sul | 50 | 28 | 13 | 11 | 4  | 35 | 19 | +16 |
|                   | 4.   | Kabuscorp            | 44 | 28 | 12 | 8  | 8  | 36 | 27 | +9  |
|                   | 5.   | Wiliete              | 41 | 28 | 10 | 11 | 7  | 31 | 24 | +7  |
|                   | 6.   | Desportivo Huíla     | 39 | 28 | 10 | 9  | 9  | 23 | 25 | -2  |
|                   | 7.   | Primeiro de Agosto   | 38 | 28 | 8  | 14 | 6  | 32 | 24 | +8  |
|                   | 8.   | Bravos do Maquis     | 37 | 28 | 11 | 4  | 13 | 29 | 28 | +1  |
|                   | 9.   | Interclube           | 35 | 28 | 9  | 8  | 11 | 24 | 28 | -4  |
|                   | 10.  | Académica Lobito     | 32 | 28 | 7  | 11 | 10 | 16 | 26 | -10 |
|                   | 11.  | São Salvador         | 31 | 28 | 7  | 10 | 11 | 23 | 34 | -11 |
|                   | 12.  | Santa Rita de Cássia | 26 | 28 | 7  | 5  | 16 | 22 | 40 | -18 |
|                   | 13.  | Recreativo do Libolo | 26 | 28 | 6  | 8  | 14 | 19 | 31 | -12 |
|                   | 14.  | União de Malanje     | 21 | 28 | 5  | 6  | 17 | 21 | 46 | -25 |
|                   | 15.  | Sporting Cabinda     | 20 | 28 | 5  | 5  | 18 | 26 | 62 | -36 |

Legenda
      Campione di Angola e ammessa alla CAF Champions League 2024-2025.
      Qualificata per la CAF Champions League 2024-2025
      Ammessa alla Coppa della Confederazione CAF 2024-2025.
      Retrocessa in Gira Angola 2024-2025.
Note:
Tre punti a vittoria, uno a pareggio, zero a sconfitta.